# Effie (lãnh thổ chưa tổ chức), Minnesota
Xã Effie (tiếng Anh: Effie Township) là một xã thuộc quận Itasca, tiểu bang Minnesota, Hoa Kỳ. Năm 2010, dân số của xã này là 203 người.